# William Scharsmith
William Scharsmith (* 14. August 1882; † Januar 1982 in Queens, New York) war ein amerikanischer Arzt und Ehrenbürger von Speyer.
Während der Inflationszeit organisierte Scharsmith Hilfe für pfälzische Kinder und gründete die Gesellschaft „American Homes for Children in the Rheinpfalz“. Wegen seiner Verdienste wurde ihm am 28. Juni 1923 die Ehrenbürgerschaft der Stadt Speyer verliehen.